# Albert Störmer
Albert Störmer (* 9. Februar 1847 in Wolgast; † 31. Oktober 1922 ebenda) war ein deutscher Kapitän, Gewerkschafter und Vorsitzender des Vereins der Matrosen von Hamburg und Umgebung.

## Leben und Wirken
Albert Störmer kam als fünftes Kind eines Schiffskapitäns in Vorpommern zur Welt. Ab dem 14. Lebensjahr arbeitete er als Kajütenjunge und Matrose. Anschließend absolvierte er eine Ausbildung zum Kapitän und erhielt ein Patent mit Auszeichnung. Nachdem er bis 1878 zur See gefahren war, versuchte er, in Hamburg eine Stelle als Navigationslehrer zu finden, wurde dann jedoch nahe Stralsund tätig. 1884 übernahm er nahe Berlin eine Inspektorenstelle in einer privaten Irrenanstalt und zog 1887 in die Nähe von Hamburg. Während seinen zwischenzeitlichen Tätigkeiten als Tallymann im Hamburger Hafen lernte er die sozialistische Arbeiter- und Freidenkerbewegung kennen, für die er am Internationalen Arbeiterkongress 1889 in Paris teilnahm.
Störmer, der seit Dezember 1890 der Lokalorganisation des Vereins der Matrosen in Hamburg und Umgebung angehörte, übernahm im Sommer 1891 das Amt des Schriftführers und im November desselben Jahres den Vereinsvorsitz. Er erarbeitete als aktives Mitglied des Vereinsvorstands die ersten Fassungen einer neuen Seemannsordnung, die auf Initiative der SPD-Fraktion 1893 im Reichstag diskutiert wurde. Außerdem beteiligte er sich an der Gründung einer Unterstützungskasse, die schiffbrüchigen Mitgliedern helfen sollte. Störmer, der früh liberal-genossenschaftlich geprägt worden war, erfuhr in Hamburg auch Kritik. Er weigerte sich lange Zeit, SPD-Mitglied zu werden und vertrat gegenüber deren Parteizeitung Hamburger Echo selbstständige und unorthodoxe Standpunkte. Er versuchte, in Hamburg eine eigene sozialistische Vereinigung von Matrosen ins Leben zu rufen, die mit der SPD konkurrieren sollte, scheiterte damit jedoch in einer frühen Phase.
Begleitend zu den Tätigkeiten in der Gewerkschaft engagierte sich Störmer in der Hamburger Freidenkerbewegung und übernahm 1890 den Vorsitz der Hamburger Freidenker-Gesellschaft. Da er im Unterricht für Kinder der Mitglieder Fragen zur Religion und Klassengesellschaft miteinander vermengt hatte, kam es zu Konflikten, aufgrund deren er aus der Gesellschaft ausgeschlossen wurde. 1892 nahm er als Delegierter am ersten Kongress der Gewerkschaften Deutschlands teil, der nach der Aufhebung des Sozialistengesetzes in Halberstadt stattfand. Störmer stimmte gegen das Prinzip der Industrieorganisationen, das aus seiner Sicht falsch wahrgenommen wurde. Er votierte auch gegen den Zusammenschluss der Verbände der Werft- und Transportarbeiter. Während der Choleraepidemie von 1892 infizierte sich auch Störmer und erkrankte schwer. Infolge der Seuche ging auch die Anzahl der Mitglieder des Matrosenvereins stark zurück.
Anfang 1893 regte Störmer an, den Matrosenverein in Seemans-Verein zu Hamburg umzubenennen. Im selben Jahr besuchte er den Internationalen Sozialistischen Arbeiterkongress, der in Zürich abgehalten wurde. Da er während des Aufenthalts schwer erkrankte, trat er Anfang 1894 vom Vereinsvorsitz zurück und agierte fortan als stellvertretender Vorsitzender. Er arbeitete nun für ein kleines Entgelt als „Büroangestellter“. Im März 1896 schrieb Störmer erstmals den Weck- und Mahnruf an die Seeleute, in dem er die aus Sicht der Gewerkschaften wichtigsten Themen darstellte. Dazu gehörten eine geänderte Seemannsordnung, verschärfte Unfallverhütungsvorschriften, ein Verzicht auf das System der Schlaf- und Heuerbaasen, das als ausbeuterisch empfunden wurde, die verbesserte Versorgung von Witwen und Waisen und ein optimiertes Rettungswesen.
Als Teilnehmer des zweiten Kongresses der Gewerkschaften Deutschlands versuchte Störmer in Berlin 1896 Unterstützer für seine Forderung, dass entgeltliche Arbeitsvermittlung Wucher darstelle und gesetzlich verboten werden solle, zu finden. Zu einem verstärkten gewerkschaftlichen Engagement der Seeleute kam es jedoch erst nach den Streiks der Hafenarbeiter 1896/97. Waren zu Streikbeginn nur 21 von 2540 am Streik beteiligten Seeleuten Gewerkschaftsmitglieder, wuchs ihre Zahl in den Hafenstädten nach dem verlorenen Streik auf über 2000. Als der Seemanns-Verein dazu aufrief, die Zentralisation der Gewerkschaften zu diskutieren, erhielt er großen Zuspruch und hatte innerhalb weniger Wochen eine bedeutende Stellung in der gewerkschaftlichen Interessenvertretung erreicht. Störmer, der einige Zeit im Haus des Vorsitzenden Georg Kellermann lebte, hielt engen Kontakt zu den Hafenarbeitern, sprach sich allerdings konsequent dagegen aus, dass sich die Seeleute dem Verband der Hafenarbeiter Deutschlands als Sektion anschlossen.
Im März 1897 nahm Störmer als Delegierter des Vorstands der Hamburger Seeleute an einer Kommission des Hamburger Senats teil, die die Arbeitsverhältnisse im Hamburger Hafen überprüfen sollte. Störmer kritisierte dort die Ausbeutung der Seeleute durch Schlaf- und Heuerbaasen. Gemeinsam mit Paul Müller erarbeitete er aus den Sitzungsprotokollen Ein Weck- und Mahnruf an die Seeleute aller Chargen von Hamburg und Umgebung. Die allgemeinverständliche Agitationsschrift erschien 1899. Ab 1897 durften Seeleute ihre persönliche Habe selbst transportieren – eine Verbesserung der sozialen Situation, für die Störmer seit 1891 eingetreten war.
Im Frühjahr 1897 reiste Störmer durch zahlreiche norddeutsche Küstenstädte, in denen er Unterstützer für einen Zusammenschluss der deutschen Gewerkschaften anwerben wollte. Ab November desselben Jahres erschien Der Seemann. Organ für die Interessen der seemännischen Arbeiter. Störmer übernahm für die überregionale Zeitung Druck und Verlag. Im Februar 1898 kamen auf Sankt Pauli Seeleute zum ersten deutschen Seemannskongress zusammen. Sie gründeten den Seemanns-Verband in Deutschland und wählten Störmer zum ersten Vorsitzenden. Störmer redigierte weiterhin Der Seemann, der als Verbandsorgan diente. Nach der Wiederwahl 1899 blieb Störmer bis Ende Januar 1900, in dem er aus gesundheitlichen Gründen zurücktrat, im Amt. Anschließend fungierte er als Schriftführer.
Aufgrund seiner Expertise in sozialpolitischen Aspekten vertrat Störmer ab dem Frühjahr 1898 die Sektion III der Seeberufsgenossenschaft als Beisitzer im Schiedsgericht und ab Ende 1900 als gewählter Beisitzer im für Hamburg zuständigen Schiedsgericht für Arbeiterversicherung. Nachdem er aus der nationalen Leitung der Gewerkschaft der Seeleute zurückgetreten war, arbeitete Störmer umfangreich in der Mitgliedschaft Hamburg der Gewerkschaft. Er verdiente Geld mit Vorträgen, in denen er zu lebensreformerischen Themen sprach. Von 1897 bis 1903 gehörte er als Delegierter der Hamburger Seeleute dem Gewerkschaftskartell an. Das Kartell wählte in 1902 zum Revisor.
Störmer betätigte sich auch auf internationaler Ebene der Arbeiterbewegung. Auf dem Internationalen Arbeiter- und Gewerkschaftskongress 1896 in London forderte er eine internationale Konferenz von Seemännern. Gemeinsam mit dem Schweden Charles Lindley initiierte er 1898 die Gründung ITF und gehörte ab 1900 deren Zentralrat an, in dem er später auch österreichische Mitglieder repräsentierte.
Im Frühsommer 1903 legte Störmer, dessen Gesundheitszustand sich sehr verschlechterte, alle Gewerkschaftsämter nieder. Gemeinsam mit seiner Frau lebte er in Kummerfeld, später in Wiesbaden und ab Ende 1905 in Berlin, wo er als freischaffender Journalist am Rande des Existenzminimums arbeitete. Er wirkte während dieser Zeit in der lokalen Genossenschaftsbewegung und im Deutschen Arbeiter-Abstinenten-Bund mit. Nachdem seine Frau verstorben und Störmer somit mittellos geworden war, zog er 1919 in ein „Siechenhaus“ in seiner Heimatstadt, wo er 1922 verstarb. Das Grab Albert Störmers befindet sich in Greifswald.